# Yarrow Point
Yarrow Point az Amerikai Egyesült Államok északnyugati részén, Washington állam King megyéjében elhelyezkedő város. A 2010. évi népszámlálási adatok alapján 1001 lakosa van.

## Történet
A térség első lakói a duwamish indiánok voltak.
Yarrow Point 1959. június 15-én kapott városi rangot.

## Népesség
A 2010-es népszámláláskor a városnak 1001 lakója, 374 háztartása és 299 családja volt. A népsűrűség 1053,7 fő/km2. A lakóegységek száma 407, sűrűségük 428,4 db/km2. A lakosok 86,4%-a fehér, 0,1%-a afroamerikai, 0,2%-a indián, 8,8%-a ázsiai,  0,7%-a egyéb, 3,8%-a pedig kettő vagy több etnikumú. A spanyol vagy latino származásúak aránya 1,6% (   )
A háztartások 39,8%-ában élt 18 évnél fiatalabb. 72,5% házas, 5,6% egyedülálló nő, 1,9% egyedülálló férfi, 20,1% pedig nem család. 17,4% egyedül élt; 10,4%-uk 65 éves vagy idősebb. Egy háztartásban átlagosan 2,68 személy élt; a családok átlagmérete 3,04 fő.
A medián életkor 46,8 év volt. A város lakóinak 27,7%-a 18 évesnél fiatalabb, 3,6% 18 és 24 év közötti, 15,7%-uk 25 és 44 év közötti, 33,5%-uk 45 és 64 év közötti, 19,6%-uk pedig 65 éves vagy idősebb. A lakosok 49,6%-a férfi, 50,4%-a pedig nő.

## Fordítás
- Ez a szócikk részben vagy egészben  a   Yarrow Point, Washington című angol Wikipédia-szócikk ezen változatának fordításán alapul.  Az eredeti cikk szerkesztőit annak laptörténete sorolja fel. Ez a jelzés csupán a megfogalmazás eredetét és a szerzői jogokat jelzi, nem szolgál a cikkben szereplő információk forrásmegjelöléseként.